# 아픈 만큼 사랑한다
"아픈 만큼 사랑한다"는 2019년 4월 개봉된 휴먼 다큐멘터리이다.  시한부 삶을 선고 받았음에도 불구하고 30여 년 동안 이어진 의료 봉사로 ‘필리핀의 한국인 슈바이처’라 불린 故 박누가 선교사의 삶을 담았다.

## 캐스팅
- 박누가

## 영화 정보
- 2019년 4월 3일(수) 개봉한 아픈만큼 사랑한다는 개보 첫날 108개 스크린에서 142회 상영되어 541명의 관객이 들었다. 첫주말인 4월 6일까지 5388명, 개봉 4주차 주말인 4월 28일까지 모두 12,091명의 관객이 들었다.[2]